# Dideoides
Dideoides là một chi ruồi trong họ Syrphidae.